# Acario Cotapos Baeza
Acario Cotapos Baeza (Valdivia, 30 de abril de 1889 — Santiago, 22 de noviembre de 1969) fue un compositor chileno, Premio Nacional de Arte, mención música, en el año 1960.

## Biografía
Nacido en Valdivia, en 1891 su familia se trasladó a la Argentina, y en el año 1902 llegó con su familia a Santiago.
En la década de 1910, comenzó a participar en la vida artística nacional. Trabó amistad con personajes del mundo musical, entre los que se contaban Alfonso Leng, Alberto García Guerrero y Carlos Lavín. Del primero, recibió consejos técnicos para acrecentar sus rudimentos composicionales y, de los otros dos, un aventón hacia el conocimiento de la música de vanguardia de la época.
Asistió a las tertulias musicales en casa de los hermanos García Guerrero y José Miguel Besoaín, así como también a las celebradas en casa de Luis Arrieta Cañas. En estas últimas, uno de los primeros espacios públicos para la música de cámara chilena, conoció la música de los compositores rusos, austrogermanos y franceses. En esta fecha se incorporó, además, al grupo de Los Diez, donde conoció a importantes personalidades del medio nacional, como Pedro Humberto Allende, Alberto Ried, Enrique Soro, Armando Carvajal y Eustaquio Guzmán, entre otros. Residió en Argentina entre 1945 y 1947, y en ciudades como Nueva York (1916-1925), París (1925-1934) y Madrid (1934-38), volviendo siempre a su país natal, donde recibió el decimoséptimo Premio Nacional de Arte mención Música en 1960.
Su formación fue autodidacta, aunque recibió clases particulares de piano y de fagot, además de múltiples consejos de sus amigos compositores y artistas, entre los que figuraban Edgar Varèse, H. Honneger, André Jolivet, Olivier Messiaen, E. Klaiber y Celibidache.  Se insertó en el cenáculo artístico-literario de la época, haciendo gala de un sorprendente histrionismo y entablando relación con personajes como Federico García Lorca, Vicente Huidobro, Pablo Neruda, Pablo Picasso, Tristan Tzara y Ramón del Valle-Inclán, con lo que nutrió su espíritu libertario de experimentalismo, dio rienda suelta a su imaginación exuberante y practicó una composición trascendentalista y expresiva basada en el sujeto y no en el estilo. Su forma de creación negó todas las escuelas estilísticas y reconoció sólo el trabajo del individuo, como puede apreciarse en muchas de sus obras, por ejemplo en Soledad del hombre (1930) y, especialmente, en el Cuarteto de Cuerdas Dionisyos (c. 1925).